# Quercus pseudosemecarpifolia
Quercus pseudosemecarpifolia är en bokväxtart som beskrevs av Aimée Antoinette Camus. Quercus pseudosemecarpifolia ingår i släktet ekar, och familjen bokväxter. Inga underarter finns listade i Catalogue of Life.